# U 518
U 518 war ein deutsches U-Boot vom Typ IX C, das von der deutschen Kriegsmarine im Zweiten Weltkrieg eingesetzt wurde.

## Geschichte

### Bau und Indienststellung
Der Bauauftrag erging 14. Februar 1940 an die Deutsche Werft in Hamburg. Die Kiellegung erfolgte dort am 12. Juni 1941, der Stapellauf am 11. Februar 1942. Das Boot wurde am 25. April 1942 unter dem Kommando von Fregattenkapitän Hans-Günther Brachmann in Dienst gestellt.

### Zeit als Ausbildungsboot
Das Boot wurde nach seiner Indienststellung bis zum 30. September 1942 bei der 4. U-Flottille in Stettin als Ausbildungsboot zum Training der Besatzung verwendet. Danach diente es bis zu seiner Versenkung in der 2. U-Flottille und in der 33. U-Flottille als Frontboot. Hans-Günther Brachmann kommandierte U 518 bis zum 19. August und übergab dann das Kommando an Oberleutnant zur See Friedrich-Wilhelm Wissmann.

### Einsätze
U 518 unternahm sieben Feindfahrten, auf denen neun Schiffe mit 55.747 BRT versenkt und drei Schiffe mit 22.616 BRT beschädigt wurden.

#### Erste Unternehmung
U 518 verließ Kiel am 26. September 1942. Auf dieser 81 Tage andauernden Unternehmung wurden sechs Schiffe mit 45.188 BRT versenkt. Am 15. Dezember 1942 lief das Boot in Lorient ein.
- 2. November 1942: Versenkung des britischen Dampfers P.L.M. 27 (5.633 BRT, 7 Tote, 42 Überlebende)
- 2. November 1942: Versenkung des kanadischen Dampfers Rose Castle (7.803 BRT, 23 Tote, 20 Überlebende)
- 21. November 1942: Beschädigung des britischen Tankers British Promise (8.443 BRT, Keine Toten, 61 Überlebende in Konvoi ON-145 fahrend)
- 21. November 1942: Beschädigung des britischen Tankers British Renown (6.997 BRT, Keine Toten, 50 Überlebende in Konvoi ON-145 fahrend)
- 21. November 1942: Versenkung des britischen Tankers Empire Sailor (6.140 BRT, 23 Tote, 40 Überlebende in Konvoi ON-145 fahrend)
- 23. November 1942: Versenkung des amerikanischen Tankers Caddo (10.172 BRT, 51 Tote, 8 Überlebende)

#### Zweite Unternehmung
Das Boot lief am 11. Januar 1943 aus Lorient aus und lief am 27. April wieder dort ein. Auf dieser 107 Tage andauernden Unternehmung wurden vier Schiffe mit 22.598 BRT versenkt.
- 18. Februar 1943: Versenkung des brasilianischen Tankers Brasiloide (6.075 BRT, Keine Toten, 50 Überlebende)
- 1. März 1943: Versenkung des amerikanischen Dampfers Fitz-John Porter (7.176 BRT, 1 Toter, 54 Überlebende in Konvoi BT-6 fahrend)
- 20. März 1943: Versenkung des niederländischen Dampfers Mariso (7.659 BRT, 2 Tote, 107 Überlebende)
- 25. März 1943: Versenkung des schwedischen Tankers Industria (1.688 BRT, 1 Toter, 25 Überlebende)

#### Dritte Unternehmung
U 518 lief am 24. Juni 1943 aus Lorient aus. Dabei wurde kein Schiff versenkt oder beschädigt. Am 3. Juli 1943 lief das Boot in Bordeaux ein.

#### Vierte Unternehmung
U 518 lief am 18. August 1943 aus Bordeaux aus. Dabei wurde kein Schiff versenkt oder beschädigt. Nach 106 Tagen lief das Boot am 1. Dezember 1943 in Lorient ein.

#### Fünfte Unternehmung
U 518 verließ Lorient am 23. Januar 1944 unter dem Kommando des neuen Kommandanten Oberleutnant zur See Hans-Werner Offermann. Das Boot hatte den Auftrag, einen Nautiker an das eintreffende japanische U-Boot I-29 zu übergeben, dass sich unter dem Decknamen "U-Kiefer" auf dem Weg nach Nordfrankreich befand. Am Treffpunkt angelangt entdeckte Kommandant Offermann eine Ansammlung gegnerischer Seestreitkräfte, die er als Gruppe von vier "Zerstörern" identifizierte, die von einem "Tenderschiff" begleitet wurden. Tatsächlich handelte es sich um eine U-Jagdgruppe um die USS Croatan, einen US-amerikanischen Geleitträger der "Bogue"-Klasse, der von einigen Fregatten begleitet wurde. Offermann meldete einen erfolgreichen Torpedoangriff, jedoch konnte kein Treffer bestätigt werden. Nach dem Zusammentreffen mit dem japanischen U-Boot steuerte U 518 das vorgesehene Einsatzgebiet, die Karibik an. Nachdem Kommandant Offermann In der Mona-Passage erfolglos einen Frachter angegriffen hatte, gelang ihm bei Aruba schließlich eine Versenkung.
- 7. März 1944: Versenkung des panamaischen Dampfers Valera (3.401 BRT, 1 Toter, 34 Überlebende)

Am 2. April meldete Kommandant Offermann zudem die erfolgreiche Torpedierung eines Frachters mit 7.000 BRT. Diese Versenkung konnte jedoch nicht bestätigt werden. Nach 106 Tagen lief das Boot am 7. Mai 1944 in Lorient ein. Die U-Bootführung, die sich von Offermanns Feindfahrt erheblich größere Erfolge versprochen hatte, befragte den glücklosen Kommandanten scharf, warum er nicht mehr Schiffe versenkt hatte.

#### Sechste Unternehmung
Das Boot lief am 15. Juli 1944 aus Lorient aus. Auf dieser 102 Tage andauernden Unternehmung wurde ein Schiff mit 7.176 BRT versenkt. Das Boot lief am 24. Oktober 1944 in Kristiansand ein.
- 12. September 1944: Beschädigung des amerikanischen Dampfers George Ade (7.176 BRT, Keine Toten, 68 Überlebende)

#### Siebente Unternehmung und Versenkung
Das Boot lief am 12. März 1945 aus Kristiansand aus. U 518 wurde nordwestlich der Azoren (Lage) am 22. April 1945 durch Wasserbomben der USS Carter und USS Neal A. Scott versenkt. Es gab keine Überlebenden, alle 56 Mann kamen ums Leben. U 518 war das dritte während der "Operation Teardrop" versenkte deutsche U-Boot. Es wurde vom Sonar des amerikanischen Eskorters USS Carter erfasst, der die USS Neal A. Scott bei einem Schleichangriff führte und dann um 23.09 Uhr einen Hedgehog-Angriff fuhr. Eine Explosion und mehrere starke Unterwasserdetonationen verkündeten das Ende von U 518.

## Erfolge
| Datum              | Name             | Nationalität           | Tonnage (BRT) | Erfolg          |
| ------------------ | ---------------- | ---------------------- | ------------- | --------------- |
| 2. November 1942   | P.L.M. 27        | Vereinigtes Königreich | 5.633         | versenkt (Lage) |
| 2. November 1942   | Rose Castle      | Kanada                 | 7.803         | versenkt (Lage) |
| 21. November 1942  | British Promise  | Vereinigtes Königreich | 8.443         | beschädigt      |
| 21. November 1942  | British Renown   | Vereinigtes Königreich | 6.997         | beschädigt      |
| 21. November 1942  | Empire Sailor    | Vereinigtes Königreich | 6.140         | versenkt (Lage) |
| 21. November 1942  | Caddo            | Vereinigte Staaten     | 10.172        | versenkt        |
| 18. Februar 1943   | Brasiloide       | Brasilien              | 6.075         | versenkt (Lage) |
| 1. März 1943       | Fitz-John Porter | Vereinigte Staaten     | 7.176         | versenkt (Lage) |
| 20. März 1943      | Mariso           | Niederlande            | 7.659         | versenkt (Lage) |
| 25. März 1943      | Industria        | Schweden               | 1.688         | versenkt (Lage) |
| 7. März 1944       | Valera           | Panama                 | 3.401         | versenkt (Lage) |
| 12. September 1944 | George Ade       | Vereinigte Staaten     | 7.176         | beschädigt      |